# Liste der Vogteien des Herzogtums Oldenburgs
Diese Liste enthält die Vogteien der Herzogtums Oldenburg vor 1814.
- Vogtei Abbehausen
- Vogtei Altenesch
- Amt Apen
- Vogtei Berne
- Vogtei Blexen
- Vogtei Burhave
- Münsterisches Amt Cloppenburg
- Hausvogtei Delmenhorst
- Herrlichkeit Dinklage
- Vogtei Eckwarden
- Vogtei Golzwarden
- Vogtei Hammelwarden
- Vogtei Hatten
- Vogtei Jade
- Vogtei Landwürden
- Vogtei Moorriem
- Amt Neuenburg
- Vogtei Oldenbrok
- Hausvogtei Oldenburg
- Amt Rastede
- Vogtei Rodenkirchen
- Vogtei Schwei
- Vogtei Stollhamm
- Vogtei Strückhausen
- Vogtei Stuhr
- Amt Varel
- Münsterisches Amt Vechta
- Vogtei Wardenburg
- Hannoversches Amt Wildeshausen
- Vogtei Wüstenlande
- Vogtei Zwischenahn